# Дидје Дешан
Дидје Клод Дешан (фр. Didier Claude Deschamps; Бајон, 15. октобар 1968) француски је фудбалски тренер и бивши фудбалер баскијског порекла.

## Каријера

### Клубови
Кренуо је у аматерском Авирон Бајону паралелно са школовањем. Као таквог уочили су га скаути Нанта, за које је потписао у априлу 1983. За клуб је дебитовао 27. септембра 1985. Отишао је након 111 утакмица и оставио дубок траг у том клубу.
Године 1989. завршио је у Марсељу одакле је првобитно отишао на позајмицу у Бордо, али се вратио за годину дана. У Марсељу је затим кренуо на свој пут ка светском врху. Од 1991. до 1993. освојио је три титуле првака државе, а 1993. и титулу првака Европе као капитен клуба са свега 25 година. Ни пре ни после Марсеља нити један француски клуб није освојио тај наслов, а Дешан је најмлађи капетан који је подигао тај трофеј.
Године 1994. отишао је из Француске у италијански Јувентус, са којим се наосвајао трофеја. Чак три Скудета, један италијански куп, два суперкупа и 1996. још једном Лигу шампиона.
Потом је Дешан провео једну годину у енглеском Челсију, додавши и ФА куп својој богатој ризници трофеја. Након тога био је у шпанској Валенсији где је 2001. завршио играчку каријеру.

### Репрезентација
Није кренуо у најбоље време. Мишел Платини позвао га је на сусрет против Југославије 1989. године. Било је то време кад се Французи нису успели квалификовати на два узастопна Светска првенства 1990. и 1994.
Кад је на место тренера сео Еме Жаке почела је обнова националне екипе пред Европско првенство 1996. Првобитно је капитен био велики Ерик Кантона, но, након што је овај зарадио вишегодишњу суспензију селектор је кренуо у велику реконструкцију. Кантона, Жан-Пјер Папен и Давид Жинола морали су уступити своја места младим играчима попут Зидана. Дешан је одабран за капитена ове будуће „Златне генерације“.
Први пут је капитенску траку понео против Немачке. На првенству Европе 1996. у Енглеској, Французи су стигли до полуфинала које им је било највећи фудбалски успех од 1986.
Уследио је период француске доминације у фудбалу кад је ова сјајна генерација дошла до изражаја. Године 1998. на свом терену, Дешан је одвео тим до титуле првака света победом од 3:0 у финалу против Бразила што је најуверљивија победа у финалима светских првенстава досад. За две године у финалу Европског првенства у Белгији и Холандији пала је у драматичном мечу Италија опет са Дешаном као капитеном.
Након тога Дидје се опростио од репрезентације 2000. године. Дотад су те 103 одигране утакмице биле рекордни број наступа за „Триколоре“, а сада је на 4. месту. У марту 2004. Пеле га је уврстио међу највећих 125 фудбалера свих времена.

### Тренер
Након завршене каријере кренуо је као тренер. Први клуб био је прволигаш Монако. Већ 2003. био је проглашен француским тренером године. Исте године освојио је Лига куп, а 2004. са екипом без великих имена дошао до финала Лиге шампиона где је бољи био португалски Порто са 3:0. Дана 19. септембра 2005. након лоших резултата напустио је клуб.
Иако се чинило да ће преузети место тренера Марсеља, Дешан се одлучио за врло занимљив и тежак посао враћања, скандалима погођеног, Јувентуса из друге лиге до некадашњих величина. Он је 10. јула 2006. службено наследио Фабија Капела. Први сусрет на месту тренера „Старе Даме“ био је победа од 8:0 над Алесандријом. Првобитно није добро кренуло, са испадањем у купу, те мучењем са ратнички настројеним друголигашима са југа Италије. Но, убрзо се Јувентус почео пењати према врху Серије Б и успео се вратити у прву лигу.
Дана 5. маја 2009. потврђено је из Олимпик Марсеља да је Дешан њихов нови тренер од сезоне 2009/10. У првој сезони на клупи доноси титулу првака у тај клуб након 18 година чекања. Након пар сезона у Марсељу, 2012. преузима кормило репрезентације Француске.

## Успеси
| Марсељ - Првенство Француске: 1989/90, 1991/92. - УЕФА Лига шампиона: 1992/93. Јувентус - Серија А: 1994/95, 1996/97, 1997/98. - Куп Италије: 1995. - Суперкуп Италије: 1995, 1997. - УЕФА Лига шампиона: 1995/96. - Интерконтинентални куп: 1996. - УЕФА суперкуп: 1996. - Интертото куп: 1999 Челси - ФА куп: 2000. Француска - Светско првенство: 1998. - Европско првенство: 2000. | Монако - Лига куп Француске: 2003. - УЕФА Лига шампиона - другопласирани: 2003/04. Марсељ - Првенство Француске: 2009/10. - Лига куп Француске: 2010, 2011, 2012. - Суперкуп Француске: 2010, 2011. Јувентус - Серија Б: 2006/07. Француска - Светско првенство: 2018. - УЕФА Лига нација: 2020/21. Играчки - Француски фудбалер године: 1996 - ФИФА 100: 2004. Тренерски - Најбољи тренер Првенства Француске: 2004. |